# Foots Thomas
Walter Purl „Foots“ Thomas (* 10. Februar 1907 in Muskogee (Oklahoma); † 26. August 1981 in New York City) war ein US-amerikanischer Jazz-Musiker (Saxophone, Klarinette, Flöte, Arrangement) und Bandleader.
Foots Thomas, Bruder des Saxophonisten Joe Thomas, kam 1927 nach New York und arbeitete eine Zeit lang bei Jelly Roll Morton. 1929 wurde er Mitglied der Missourians, danach wechselte er in das Cab Calloway Orchester. 1943 verließ er die Band, um mit Don Redman zu arbeiten. 1944 wirkte er bei den Savoy-Sessions der Cozy Cole-All Stars mit und nahm unter eigenem Namen einige 78er mit einer All-Stars-Band auf, zu der neben Cole auch Coleman Hawkins, Budd Johnson, Ben Webster Clyde Hart, Oscar Pettiford und Milt Hinton gehörten. Seit den 1940er Jahren lebte er in Englewood (New Jersey). In den späteren Jahren arbeitete er hauptberuflich als Manager und war daneben Mentor von Jackie McLean.

## Diskographische Hinweise
- Coleman Hawkins 1944–1945 (Classics)
- Walter Thomas: Unissued Bean and Ben Takes 1944 (Harlequin)
- Ben Webster 1944–1946 (Classics)